# Hammond Calumet Buccaneers 1948-1949
La stagione 1948-49 degli Hammond Calumet Buccaneers fu l'unica nella NBL per la franchigia.
Gli Hammond Calumet Buccaneers arrivarono terzi nella Western Division con un record di 21-41. Nei play-off persero al primo turno con i Syracuse Nationals (2-0).

## Roster
| N° | Naz.                   | Ruolo | Sportivo         | Anno | Alt. | Peso |
| -- | ---------------------- | ----- | ---------------- | ---- | ---- | ---- |
|    | Stati Uniti (bandiera) | GA    | Chips Sobek      | 1920 | 183  | 82   |
|    | Stati Uniti (bandiera) | AC    | George Glamack   | 1918 | 198  | 102  |
|    | Stati Uniti (bandiera) | AC    | Jake Carter      | 1924 | 193  | 88   |
|    | Stati Uniti (bandiera) | GA    | Stan Patrick     | 1922 | 188  | 84   |
|    | Stati Uniti (bandiera) | AC    | Clint Wager      | 1920 | 196  | 95   |
|    | Stati Uniti (bandiera) | G     | Johnny Sebastian | 1921 | 185  | 84   |
|    | Stati Uniti (bandiera) | G     | Ollie Shoaff     | 1923 | 178  | 78   |
|    | Stati Uniti (bandiera) | AC    | Bob Carpenter    | 1917 | 196  | 91   |
|    | Stati Uniti (bandiera) | AC    | Joe Camic        | 1922 | 193  | 88   |
|    | Stati Uniti (bandiera) | G     | Bobby McDermott  | 1914 | 180  | 82   |
|    | Stati Uniti (bandiera) | G     | Bobby Holm       | 1919 | 183  | 91   |
|    | Stati Uniti (bandiera) | G     | Carl Loyd        | 1925 | 180  | 77   |
|    | Stati Uniti (bandiera) | GA    | Jack Maddox      | 1919 | 188  | 84   |
|    | Stati Uniti (bandiera) | A     | Kenton Campbell  | 1926 | 193  | 88   |
|    | Stati Uniti (bandiera) | GA    | Len Rader        | 1921 | 185  | 84   |
|    | Stati Uniti (bandiera) | AC    | Hal Devoll       | 1923 | 198  | 95   |
|    | Stati Uniti (bandiera) | GA    | Aubrey Davis     | 1921 | 188  | 79   |
|    | Stati Uniti (bandiera) | G     | Ted Cook         | 1921 | 183  | 73   |
|    | Stati Uniti (bandiera) | G     | Art Grove        | 1923 | 183  | 84   |

## Staff tecnico
- Allenatori: Chips Sobek, Bob Carpenter